# Debra Satz

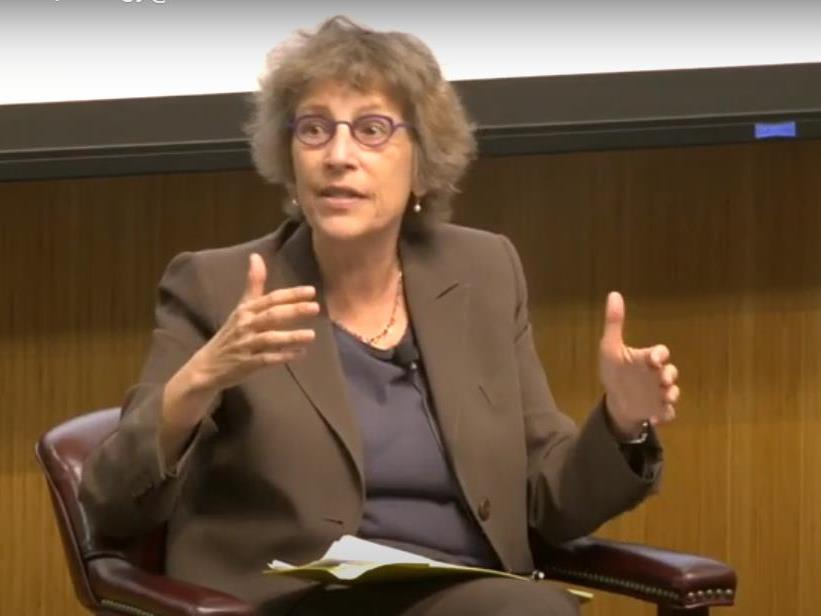
Debra Satz (2019)

Debra M. Satz (* 1956 in New York) ist eine US-amerikanische Philosophin und Politologin sowie Professorin für Philosophie und Politikwissenschaften an der Universität Stanford, die sich vor allem als Moral- und Wirtschaftsphilosophin profiliert hat.

## Leben und Wirken
Satz, die als Kind einer armen Familie in der Bronx aufwuchs, interessierte sich früh für Mathematik und Politik. Sie erhielt 1978 als herausragende Absolventin den akademischen Grad eines Bachelor of Arts (B.A.) vom City College of New York und studierte anschließend am Fachbereich Linguistics and Philosophy des MIT in Cambridge, MA, bei Michael Walzer, Josh Cohen, Paul Horwich und George Boolos; u. a. hörte sie dort auch Vorlesungen von John Rawls. Mit einer Dissertation über die Rolle der moralischen Werte in der marxistischen Geschichtstheorie, angeregt von Gerald A. Cohen, wurde sie vom MIT 1987 zum Doktor (Ph.D.) promoviert. Nach Anstellungen als Dozentin in Harvard und am Swarthmore College in Pennsylvania kam sie 1988 nach Stanford, wo sie seitdem an den Fachbereichen Philosophy und Political Science (seit 2007 als ordentliche Professorin) lehrt und forscht.
Satz ist in ihrer akademischen Laufbahn mehrmals ausgezeichnet worden, insbesondere in den 1980er Jahren mehrmals in Harvard für „hervorragende Lehrtätigkeit“ (Citation for Excellence in Teaching). Im Jahre 2004 erhielt sie den Walter J. Gores Award for Excellence in Teaching, Stanfords höchste Auszeichnung auf diesem Gebiet. 2018 wurde sie in die American Academy of Arts and Sciences gewählt.
Ihre häufig interdisziplinären Beiträge sind unter anderem in den Bereichen Politische Philosophie, normative Ethik, Chancengleichheit als auch dem Feminismus angesiedelt.

## Veröffentlichungen (Auswahl)
- Why Some Things Should Not Be for Sale: The Limits of Markets. Oxford University Press, 2010. Deutsch: Von Waren und Werten. Die Macht der Märkte und warum manche Dinge nicht zum Verkauf stehen sollten. Hamburger Edition, Hamburg 2013. ISBN 978-3-86854-262-2
- Equality in Education and Weighted Student Funding. Education, Finance and Policy, 2008. Vol. 3, No. 4, S. 424–43
- Equality, Adequacy and Education for Citizenship. Ethics 117, July 2007, S. 623–48
- Countering the Wrongs of the Past: the Role of Compensation, in: Jon Miller and Rahul Kumar, Reparations: Interdisciplinary Inquiries. Oxford University Press, 2007
- Liberalism, Economic Freedom and the Limits of Markets, Social Philosophy and Policy 24, 2007. S. 120–40
- What do we owe the global poor?. Ethics and International Affairs, vol. 19, no. 1, spring 2005. S. 47–54
- Feminist Perspectives on Reproduction and the Family. Stanford Encyclopedia of Philosophy, 2004
- Child Labor: A Normative Perspective. World Bank Economic Review, 17 (2), 2003. S. 297–309